# Zsh
zsh (Z shell) – uniksowa powłoka (ang. shell) nadająca się zarówno do interaktywnej pracy z systemem, jak i do wykonywania skryptów. Spośród standardowych powłok zsh najbardziej przypomina Korn shell, ale zawiera wiele ulepszeń. Zsh posiada edycję wiersza poleceń, wbudowaną korekcję pisowni, programowalne dopełnianie poleceń, funkcje (z automatycznym ładowaniem), historię poleceń i mnóstwo innych cech.
Pierwotnie zsh został napisany przez Paula Falstada. Obecnie zsh jest utrzymywany przez członków listy dyskusyjnej zsh-workers. Koordynatorem projektu jest obecnie Andrew Main (Zefram).

## Listy dyskusyjne
Istnieją trzy listy dyskusyjne poświęcone zsh:
- <zsh-announce@math.gatech.edu>– informacje o nowych wersjach, większych zmianach oraz comiesięcznym FAQ – lista moderowana;
- <zsh-users@math.gatech.edu>– dyskusje użytkowników;
- <zsh-workers@math.gatech.edu>.

## Parametry startowe
Jeżeli flaga -s nie została podana, a został podany jakiś argument to pierwszy argument uznawany jest za ścieżkę skryptu, który ma zostać wykonany. Pozostałe argumenty są traktowane jako parametry pozycyjne. Następujące flagi są interpretowane przez zsh przy starcie:
- -c ciąg poleceń – wykonaj ciąg poleceń,
- -i – wymuś na powłoce interaktywność,
- -s – wczytuj polecenia ze standardowego wejścia.

## Pliki startowe/końcowe
Polecenia są najpierw czytane z /etc/zshenv. Jeżeli opcja RCS nie jest ustawiona w /etc/zshenv, wszystkie pozostałe pliki startowe są pomijane. W przeciwnym wypadku polecenia są czytane z $ZDOTDIR/.zshenv. Jeżeli powłoka jest powłoką zameldowania (loginową), polecenia są czytane z /etc/zprofile, a następnie z $ZDOTDIR/.zprofile. Następnie, jeżeli powłoka jest interaktywna, polecenia są czytane z /etc/zshrc i $ZDOTDIR/.zshrc. Na koniec, jeżeli powłoka jest powłoką zameldowania, czytane są pliki /etc/zlogin i $ZDOTDIR/.zlogin.
Jeżeli zmienna $ZDOTDIR nie jest ustawiona, używana jest zmienna $HOME. Wymienione powyżej pliki z katalogu /etc, w zależności od systemu, mogą znajdować się w innym katalogu.